# Heliothea discoidaria
Heliothea discoidaria là một loài bướm đêm trong họ Geometridae.